# Thomas Eyles
Pour les articles homonymes, voir Eyles.
 (juin 2014).
Thomas Eyles, né vers 1769 et mort le 29 septembre 1835 dans le Northamptonshire, est un officier de la Royal Navy qui a servi au cours des guerres de la Révolution française et des guerres napoléoniennes.
Il a notamment participé à l'expédition de Quiberon (1795) et à la bataille de l'île de Toraigh (1798).
Il a un temps commandé le HMS Temeraire.